# Juan Benigno Vela
Pour les articles homonymes, voir Vela.
 (février 2025).
Si vous disposez d'ouvrages ou d'articles de référence ou si vous connaissez des sites web de qualité traitant du thème abordé ici, merci de compléter l'article en donnant les références utiles à sa vérifiabilité et en les liant à la section « Notes et références ».
Juan Benigno Vela Hervas (1843-1920) était un homme politique équatorien. Il est né le 10 juillet 1843 à Ambato. Ses parents s'appelaient Juan Pío Vela et Mercedes Hervas. Son parrain était l'historien Pedro Fermín Cevallos qui a donné son nom à l'avenue centrale de la ville d'Ambato. Il effectua ses études primaires dans sa ville natale et ses études secondaires à Latacunga; où il connut le maître de Simón Bolívar, Simón Rodríguez. Plus tard il obtint son diplôme d'avocat à l'université de Quito.
Il combina ses activités de jurisconsulte avec la politique puisqu'il appartenait au parti libéral. Il lutta pour la liberté et fut persécuté plusieurs fois en 1878. Il écrivit d'ailleurs dans son journal El Espectador quelques testaments politiques bien trempés. En tant que législateur, il écrivit une Constitution. Il fut également coauteur des Lois d'Instruction Publique, de Registre et Mariage Civil, du Code de Police et bien d'autres.
Le 24 février 1877, il fut nommé inspecteur des écoles pour la province du Tungurahua et investit son propre argent au bénéfice des écoles défavorisées. Outre la politique, il écrivit également quelques poèmes lors de son séjour en prison.
Il se maria à Mercedes Ortega avec qui il eut plusieurs enfants. À la fin de sa vie, il devint sourd et aveugle, mais il continua son combat. Il mourut en 1920.